# Paranautical Activity
Paranautical Activity est un jeu vidéo de tir à la première personne développé par Code Avarice et édité par Digerati, sorti en 2014 sur iOS, Android, Windows, Mac OS, Linux, Xbox One, PlayStation 4, PlayStation Vita et Wii U.

## Système de jeu
Le jeu se déroule dans des salles générées aléatoirement, elles-mêmes disposées dans une série d'étages à traverser pour gagner. Chaque étage possède un boss choisi aléatoirement dans la base de données, à la manière de The Binding of Isaac, dont le développeur s'est inspiré pour développer Paranautical Activity.
Dans Paranautical Activity, chaque action doit être accomplie avec grande précision, au risque de perdre de précieux points de vie et de mourir (ce qui est synonyme de game over). Chaque salle générée aléatoirement recèle des ennemis différents, aux patterns à apprendre pour les éliminer. Comme dans The Binding of Isaac, de nombreuses armes aux caractéristiques différentes sont disponibles pour aider le joueur dans son périple.